# زندگی خوب (فیلم)
زندگی خوب (به هندی: Life's Good) فیلمی محصول سال ۲۰۲۲ و به کارگردانی آنانت ماهادوان است. در این فیلم بازیگرانی همچون جکی شروف، راجیت کاپور، سانیا آنکلساریا، آنکیتا شیرواستاو ایفای نقش کرده‌اند.